# Cratevas
Cratevas(en llatí Cratevas, en grec antic Κρατεύας) va ser un herbolari grec (ῤιζοτόμος) que va viure al començament del segle i aC. Va donar el nom de Mithridatia a una planta en honor de Mitridates VI Eupator. Tant Plini el Vell com Dioscòrides Pedaci i Galè el citen amb freqüència entre els més coneguts escriptors de temes mèdics.
S'ha suposat que Cratevas hauria viscut entre els segles V i IV aC, perquè el seu nom apareix en unes cartes espúries que existeixen amb el nom d'Hipòcrates, però segurament no és cert. Al voltant de 510 va escriure el Rhizotomikon, un llibre il·lustrat sobr eles propietats medicinals de les plantes.